# Parque Carrasco
Parque Carrasco ist eine Stadt in Uruguay.

## Geographie und Verkehrsinfrastruktur
Die Küstenstadt befindet sich im südlichen Teil des Departamento Canelones in dessen Sektor 37. Sie grenzt dabei mit ihrer Südostseite an den Río de la Plata. Am sich nach Nordosten fortsetzenden Küstenabschnitt schließt unmittelbar Shangrilá an, während im Südwesten Barra de Carrasco und im Nordwesten Paso de Carrasco eine gemeinsame Stadtgrenze mit Parque Carrasco haben. Parque Carrasco liegt an der Südseite der Ruta 101. Nördlich dieser Straße erstreckt sich das Gelände des Flughafens von Montevideo und der gleichnamige Ort Aeropuerto Internacional de Carrasco, in dem 251 Einwohner gemeldet sind.

## Geschichte
Die ehemals eigenständige Stadt gehört seit der Neugründung der Ciudad de la Costa im Jahre 1994 diesem Städtezusammenschluss an.

## Einwohner
Die Einwohnerzahl von Parque Carrasco beträgt 8.628 (Stand 2011).
| Jahr | Einwohner |
| ---- | --------- |
| 1963 | 922       |
| 1975 | 3.914     |
| 1985 | 5.658     |
| 1996 | 8.169     |
| 2004 | 8.476     |
| 2011 | 8.628     |

Quelle: Instituto Nacional de Estadística de Uruguay